# Quercus munzii
Quercus munzii är en bokväxtart som beskrevs av Clarence Mitchell Tucker. Quercus munzii ingår i släktet ekar, och familjen bokväxter.
Artens utbredningsområde är Kalifornien. Inga underarter finns listade.